# 女番長ブルース 牝蜂の逆襲
『女番長ブルース 牝蜂の逆襲』（すけばんブルース めすばちのぎゃくしゅう）は、1971年に製作された日本映画。鈴木則文監督、池玲子主演。東映京都で全7本が製作された大型ポルノ女優・池玲子主演「女番長（スケバン）シリーズ」第1作。

## 概要
1971年7月、"ポルノ女優第1号"として『温泉みみず芸者』で主演デビューした池玲子は、マスメディアに大々的に取り上げられた。この反響を受け、池主演で企画された第2作。「女番長映画」はすでに他社でも作られていたが、他社の「女番長映画」と本作の決定的な違いは完全な"バイカー映画"である点にある。"ポルノ女優第1号"池玲子は巨乳を惜しげもなく見せつける、初のトップレス番長を演じ、上半身ヌードにサテン地のパンタロン、プラットフォーム・ブーツを着こなし、アクションまで見せる格好良さで、人気を決定的にした。監督の鈴木則文は、女暴走族（アテネ団）を主役にしながらも、池玲子・杉本美樹ら出演女優の大胆なヌードを取り込み、指による処女膜破り、カーセックスに対抗したオートバイセックスを取り入れるなど、セックス＆お笑い方面にメーターを振り切り大ヒットさせた。　
"スケバン"という言葉はこの映画から生まれ、この映画で、"女番長"と書いて"すけばん（スケバン）"と読むという試みが最初になされた。封切り時の映画ポスターに「女番長」の下に"すけばん"とルビがふられている。これ以前の他社の『女番長〇〇』という映画は、"女番長"と書いてそのまま"おんなばんちょう"と読んでいた。

## ストーリー
スケバングループ“アテネ団”の女番長・玲子は、仲間とともに不良行為をしていたが、あるときバイク集団の男たちとトラブルになったところ、巽次郎率いるチンピラ集団“ほくしん会”に助けられる。後日アテネ団の1人が、知人だった女性歌手から冷たい態度を取られ、腹いせに彼女と代議士の恋愛スキャンダルをネタにゆすろうとする。アテネ団は次郎とともに代議士の事務所に訪れるが、そこに次郎が憧れるヤクザ組織・秋本組が現れ、代議士と秋本組が親しい関係にあることが判明し、組員たちに叱責を受けて未遂に終わる。
後日、次郎は秋本組の幹部から、知人の貸金業者に大金を工面してもらうかわりに、玲子に一晩の相手をさせることを約束させられるが、その夜彼女はそれを拒否する。約束を果たさなかった次郎と玲子は秋本組の組事務所に呼び出され、暴力をふるわれた後、ほくしん会を解散させられてしまう。解放された玲子と次郎はアテネ団のアジトに戻り、秋本組が覚醒剤の原料をヤクの売人に売って大儲けを企んでいるとの情報を、知人から手に入れる。玲子と次郎は売人から大金を奪うことを思いつき、翌日取引場所に訪れて秋本組に一泡吹かせようとする。

## キャスト
玲子
演 - 池玲子
スケバングループ・アテネ団の女番長。基本的に誰かに借りを作ったり、他人から指図を受けるのが嫌いな主義。

### アテネ団のメンバー
ジュン
演 - 賀川雪絵
アテネ団の前女番長。冒頭で少年院から戻り、アテネ団に復帰する。以前からのメンバーの真弓たち4人から慕われている。
真弓
演 - 杉本美樹
新入りの宥子にアテネ団のルール“アテネ憲法”を教える。万引きに手慣れており、簡単にはボロを出さない。
サセ子
演 - 一の瀬玲奈
作中では、他人の車をパクったり昏酔強盗の売春役を担当している。
モコ
演 - 河崎いち子
あるときアテネ団に入団を希望する宥子と出会い、素質を見抜いて玲子に引き合わせる。
妙子
演 - 西来路ひろみ
ジュンから特にかわいがられている。歌手を目指して歌謡教室に通っていたが、経済的理由により挫折した過去がある。
宥子（ゆうこ）
演 - 渡辺やよい
アテネ団に憧れて自ら志願して入団する。冒頭ではセーラー服を着た普通の高校生。

### ほくしん会のメンバー
巽次郎
演 - 流健二郎
チンピラ集団・ほくしん会のリーダー。アテネ団の用心棒的存在。秋本組の土居を慕っており、構成員になることを目指している。
柿崎伸一
演 - 宇崎尚韶
次郎の指示でエレベーター内で由紀を襲う。
ヌケ作
演 - 山田喜芳
サセ子の口車に乗って、海水浴客の車のタイヤを工具を使って盗もうとする。

### 秋本組
土居政也
演 - 天知茂
秋本組の幹部の1人。刑務所から出所したばかり。普段は冷静沈着で曲がったことが嫌いだが、いざとなると命知らずな性格。
秋本剛
演 - 安部徹
秋本組組長。これからのヤクザは資金を多く持っていることが重要と考える。関西のヤクザ界を牛耳ることを目論む。
紺野房夫
演 - 林彰太郎
秋本組の幹部の1人。秋本から資金繰りの能力を買われており、組織に歯向かう人間を敵視する。

### その他の主な人たち
杉岡英二
演 - 一ノ瀬謙
バイク集団のリーダー。大学生だが遊んでばかりのドラ息子。冒頭でアテネ団とトラブルを起こすが、その後玲子と親しくなる。
杉岡康平
演 - 小松方正
英二の父で製薬会社社長。現在は地元の市会議員。英二に甘い性格で、息子がたびたび道路交通法違反を起こすのを警察に頼んでもみ消す。
篠原由紀
演 - 潤まり子
作中の売れっ子歌手。宏美とは同じ歌謡教室の元仲間。また、次郎とは集団就職の頃の知り合い。私生活ではきつい性格をしている。
松永
演 - 左とん平
由紀のマネジャー。由紀を会場前で出待ちするファンを制止する。いつも由紀のご機嫌をうかがうが、一般人には冷たい性格。
志水泰一郎
演 - 名和宏
代議士。秋本組の組長がいろいろと世話になっている人物。由紀と男女の関係を持ち、彼女から『パパ』と呼ばれている。
牛島一六（いちろく）
演 - 山城新伍
スキャンダル専門のトップ屋。次郎の知人。自身がつかんだ情報をアテネ団や次郎に伝える。
北村梨恵
演 - 弓恵子
土居と親しい関係。土居の子供を育てながら、彼の服役中に知り合ったパトロンの金でクラブを経営している。
大浜重蔵
演 - 中村錦司
秋本組と親しくしている高利貸し業者。女好きで、秋本組に3000万円貸す条件として、玲子と一晩過ごすことを提示する。
高野
演 - 梅津栄
覚醒剤の入手ルートを持つ男。秋本組の組長に会って、自身が持つ上物の覚醒剤を見てもらう。
池畑慎一
演 - 池畑慎之介☆
詳細は不明だが、営業でキャバレーなどをまわる歌手らしき人。梨恵のクラブで「恋する者たちよ」を歌う。
中尾
演 - 由利徹
会社員で専務を任されている。スケベで騙されやすい性格で、アテネ団とほくしん会にそれぞれ別の手口で詐欺に遭う。
広田
演 - 青空あきお
スーパーの支店長。万引きの疑いがある玲子たちを事務所で調べる。
桑村
演 - 青空はるお
スーパーの支店長の部下。玲子と仲間が商品を万引きしたとして事務所に連れていく。

### その他の人物
宏美
演 - 山田みどり
矢口
演 - 北町史郎
日下
演 - 神太郎
村瀬
演 - 菅原俊夫
団洋介
演 - 森谷譲
小田浩司
演 - 白井孝史
倉田展久
演 - 中沢正美
相沢節也
演 - 大正ツトム
みどり
演 - 榊浩子
須貝
演 - 大泉滉
非行少女
演 - 三枝啓子
和代
演 - 上本薫
まつ
演 - 岡島艶子
その他
演 - 兼平五郎、マウンテンライダーズ、福田レーシングチーム
以下ノンクレジット
堤
演 - 渡瀬恒彦
一六が飲みの席で偶然知り合う若者。本人曰く「ジャーナリストの端くれ。業界新聞を作っている」とのこと。
久子
演 - 時美沙
新村ツヨシ
演 - 片桐竜次
子分
演 - 笹木俊志、峰蘭太郎、松本泰郎、前川良三、矢部義章、北川俊夫、川谷拓三、岩尾正隆、平沢彰

## スタッフ
- 企画：岡田茂・天尾完次
- 監督：鈴木則文
- 脚本：皆川隆之・鈴木則文
- 原案：小山裕久
- 撮影：古谷伸
- 美術：井川徳道
- 音楽：鏑木創
- 録音：堀場一朗
- 照明：若木得二
- 編集：神田忠男
- 助監督：皆川隆之
- 製作：東映京都撮影所

## 製作

### 企画
企画は岡田茂東映社長。1971年、鈴木則文と天尾完次プロデューサーがスカウトした池玲子を面接した岡田は、即決で「主演をやらせろ」と命令した。『温泉みみず芸者』で主演女優デビューとなった無名の新人女優・池玲子を、何とか売り出したいと考えた天尾は、苦し紛れに「衝撃のポルノ女優池玲子」とキャッチフレーズを付けた。これが"ポルノ"という言葉の誕生であるが、『平凡パンチ』が興味を示して密着取材すると、芸能マスコミが喰いつき、"ポルノ女優第1号池玲子"に取材が殺到、ポルノという言葉が各メディアに氾濫した。"不良性感度"を東映映画の座標軸とする岡田茂は『温泉みみず芸者』公開後、その新路線としてすぐさま"ポルノ女優第1号池玲子"の主演第2作製作を決定する。天尾と鈴木に担当を命じ、「丁度、季節は真夏に入るから、海水浴場を取り入れ、ピチピチといきのいい十代の不良少女の奔放なズべ公ぶりを描くこと、題名は『牝蜂の逆襲』」と指示した。第1作なのに"逆襲"なのは、この映画の前に岡田が『三匹の牝蜂』というスケバン映画を作っているからである。鈴木は「牝蜂という言葉は古くありませんか。何かもうちょっと時代に合う言葉を考えませんか」と反論した。しかし岡田から「古いもんか。わしは牝蜂という言葉が好きなんじゃ。パンチがあるし、若い娘にピッタリじゃないか。池玲子で牝蜂を定着させシリーズにしようと思うとる」と言い返された。岡田は『二匹の牝犬』をヒットさせてから、題名を付けるのに絶対の自信を持っていた。当時、東映東京撮影所で梅宮辰夫の『不良番長』と大信田礼子の『ずべ公番長』がシリーズ化（「ずべ公番長シリーズ」）されており、取材中耳にした新しい言葉「スケバン」の鮮度が捨てがたいと天尾プロデューサーと、脚本・助監督の皆川隆之と協議し、女番長と書いてスケバンと読ませることとし、『女番長（すけばん）ブルース』というサブタイトルを『牝蜂の逆襲』という本タイトルの上に付けることにした、などと鈴木は話しているが、映画界を引退していた皆川隆之が2016年『日本不良映画年代記』（洋泉社)でのインタビューで、「新宿にツナギを着てオートバイに乗る集団がいると聞いて取材し、脚本を書き上げた。しかしタイトルが決まらないので、東京で『不良番長』をやっていたので『女番長』にして、そのまま読んでも語呂が悪いと、いろいろ考えて『スケコマシ』の『スケ』を使って『スケバン』にした」「鈴木（則文）さんもよく知らないから、このあたりは。ぼくの造語なんです」と話し、『スケバン』という言葉を作ったのは自分と述べた。

### 脚本・撮影
皆川は映画になる当てもなく、習作の一つとして東京の友人から先の話を聞かされ、既存の不良たちとは接点を持たず、オートバイに乗る女の集団を取材し、シナリオを書いた。シナリオを天尾に読んでもらった後、『温泉みみず芸者』に助監督に就き、先述のように池主役の次回作が決まったとき、この皆川のシナリオが採用され、皆川と鈴木とでシナリオを練って最終稿ができた。当時、助監督の習作シナリオが映画化される例はほとんどなかったが、皆川が天尾に気に入られていたため採用に至った。池の役名が「玲子」なのは偶然で、池の出演が決まる前に皆川が「玲子」という主人公でシナリオを書いていた。原案としてクレジットされている「小山裕久」は『東映ゲリラ戦記』では「京都の学生を中心としたライダーグループのヘッド」と説明されているが、皆川の親戚という。
スケバンが仁義を切るシーンは実話でなく、ヤクザ映画から頂いたものである。裸の女をバイクに乗せて6台が並走、走りながらインサート、イッたらその場でストップ、そこまでの走行距離で勝負というオートバイセックス（オートバイレース）は実話であるが、先の新宿で取材した集団がやっていたのではなく、小道具のスタッフからそういう状態のまま走ったという話を聞いた皆川が、膨らませて取り入れたもの。鈴木とのシナリオ作りはいろいろなアイデアが出たという。
鈴木のもとで脚本や助監督を務めた映画監督の関本郁夫は、先のオートバイセックスに関して「いかに商売として成立するかをあざとく、臆面もなくやる人なんだよ」と鈴木を評している。

### 美術
スケバンという現象がまだ現れる前のため、実際の不良のファッションではなく、皆川がそれぞれのキャラを設定して女優とデパートに行って服を選んだ。また、私物にいい服を持っている場合はそれも使った。

## 作品の評価

### シリーズ化
当初シリーズ化の予定はなかったが、大ヒットしたため、岡田社長が「石井輝男のエログロ映画が終わり、ヤクザ映画以外にもう1本ラインがないと興行が弱い。若者のラインを何とか確立したい」と号令をかけシリーズ化させた。

## シリーズの概要
東映の『女番長シリーズ』は、主演女優の引退宣言や怪我などが相次ぎ、やや複雑である。シリーズ2作目の『女番長ブルース 牝蜂の挑戦』を撮り終えたところで、池が突如、「第二の南沙織を目指す」と脱ポルノを宣言、女優を辞めて清純派歌手への転身を発表した。東映は激怒したが、池は女優を一旦引退し歌手になった。
東映ポルノのNo.2格だった渡辺やよいが東京12CHの『プレイガール』のレギュラーに収まったこともあり、シリーズ3作目の『女番長ゲリラ』でそれまで脇だった杉本美樹が主演に昇格した。池はキャバレー回りなどをしたが歌唱力はなく、転身は失敗に終わり、引退を撤回して東映に詫びを入れ、1972年8月に東映に復帰。『女番長ゲリラ』は急遽2人が共演するオールスター女番長映画となった（池の出演は最初と最後だけ）。
その後、シリーズ4作目の『女番長』、5作目の『女番長 感化院脱走』は杉本が主演を務めたが、1973年に杉本も池同様、ポルノに拒否反応を示し、東映と揉めて1年近く干された。1974年の『0課の女 赤い手錠』は既に撮了のため公開されたが、この年引退宣言をして一時映画界を離れ、翌年に復帰したが東映の番線からは遠のいた。
本来、6作目だった『女番長 玉突き遊び』は、関本郁夫の監督デビューにあたり、それまでの鈴木則文・中島貞夫監督と比べられては辛いであろうとの判断がなされ、主演は新人の叶優子となった。しかし撮影のラストに叶が骨折し、公開が延期となり、池玲子を主演にして関本が『女番長 タイマン勝負』を撮り、こちらが先に公開され、『女番長 玉突き遊び』がシリーズ最終作として公開された。

## 逸話
- 1971年8月2日にフランスのポルノ女優サンドラ・ジュリアンが日本ヘラルド配給の『色情日記』の宣伝のため来日し、東映は本作でサンドラを池と共演させる計画でいたが[9]、サンドラの肝臓疾患による体調不良でキャンセルになった[9]。日仏ポルノ女優の共演を諦めきれない天尾は、2ケ月後の10月にサンドラを日本に招き、池の3作目『現代ポルノ伝 先天性淫婦』で共演を実現させている[9]。

## 同時上映
『昭和残侠伝 吼えろ唐獅子』
- 主演：高倉健／監督：村尾昭
- 昭和残侠伝シリーズ第8作。